# Maksim Andrianov
Maksim Vladimirovič Andrianov (in russo Максим Владимирович Андрианов?; traslitterazione anglosassone Maxim Vladimirovich Andrianov; Krasnojarsk, 27 febbraio 1988) è un bobbista ed ex slittinista russo.

## Biografia

### Gli inizi nello slittino
Andrianov iniziò la sua carriera nello slittino specializzandosi nella disciplina del singolo. 
Debuttò in Coppa del Mondo nella stagione 2007/08, l'8 dicembre 2007 a Winterberg, dove si classificò ventiquattresimo nel singolo. Detiene quale miglior piazzamento in classifica generale il trentacinquesimo posto, raggiunto nella stagione d'esordio e in quella successiva. Prese parte ai campionati europei di Cesana 2008, piazzandosi ventitreesimo nella sua disciplina.

### Il passaggio al bob

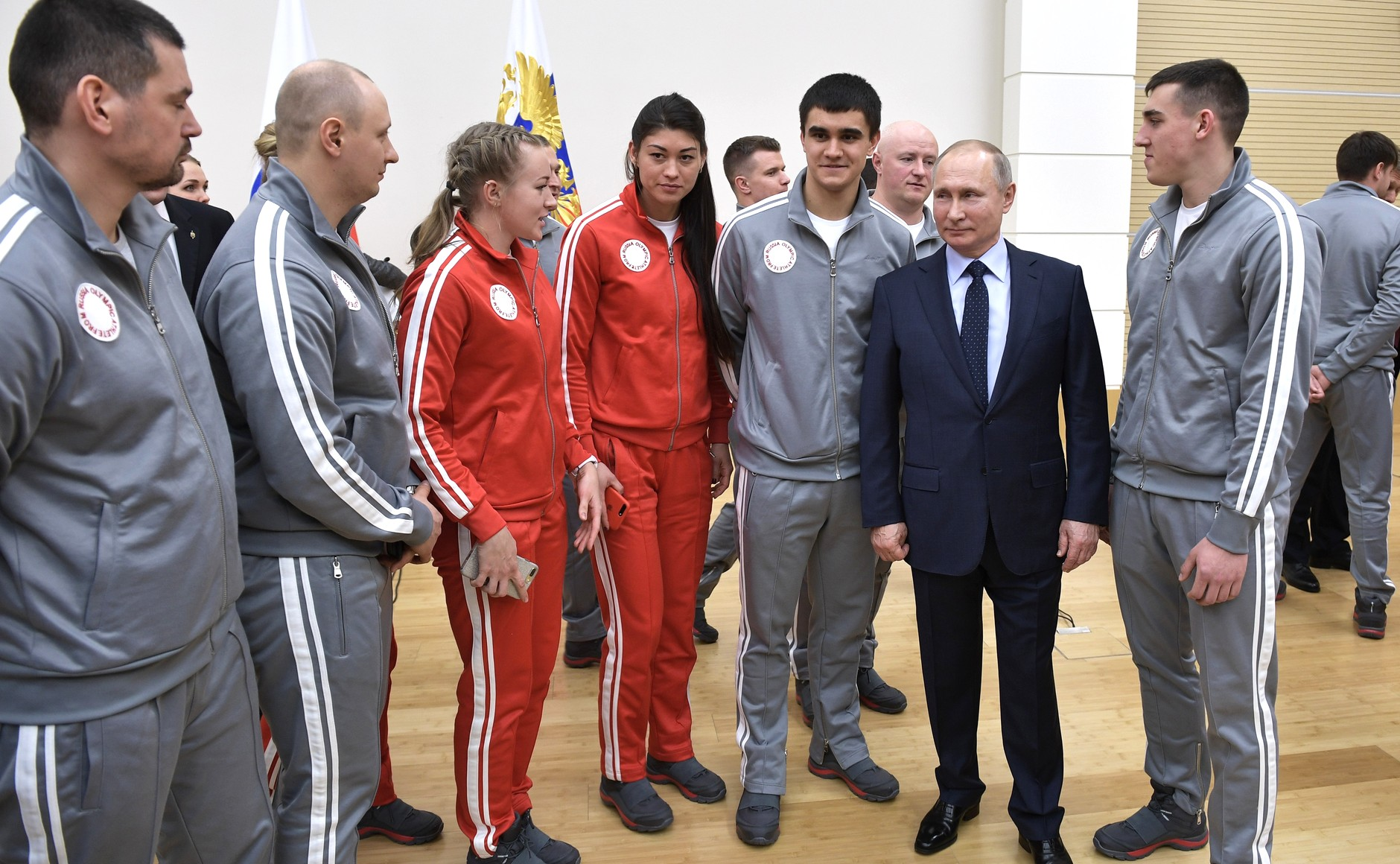
Andrianov (il secondo da sinistra) durante l'incontro con Vladimir Putin in occasione dei Giochi Olimpici di

Compete nel bob dal 2012 come pilota per la squadra nazionale russa, debuttando in Coppa Europa nel 2011/12; in classifica generale si piazzò secondo nel bob a due e terzo nella combinata maschile nella stagione 2015/16 mentre nel 2020/21 fu terzo sia nel bob a quattro che in combinata. Si distinse inoltre nelle categorie giovanili conquistando una medaglia d'argento ai campionati mondiali juniores, vinta nel bob a quattro a Winterberg 2014.
Esordì invece in Coppa del Mondo nell'annata 2015/16, il 10 gennaio 2015 ad Altenberg, dove si piazzò decimo nel bob a due; conquistò il suo primo podio il 16 febbraio 2019 a Lake Placid, concludendo la gara a quattro al terzo posto con Aleksej Zajcev, Vasilij Kondratenko e Ruslan Samitov. Detiene quali migliori piazzamenti in classifica generale il settimo posto nel bob a due, il quinto nel bob a quattro e nella combinata, tutti ottenuti nel 2018/19.
Ha partecipato ai Giochi olimpici invernali di Pyeongchang 2018, dove si classificò ventottesimo nel bob a due e quindicesimo nel bob a quattro. 

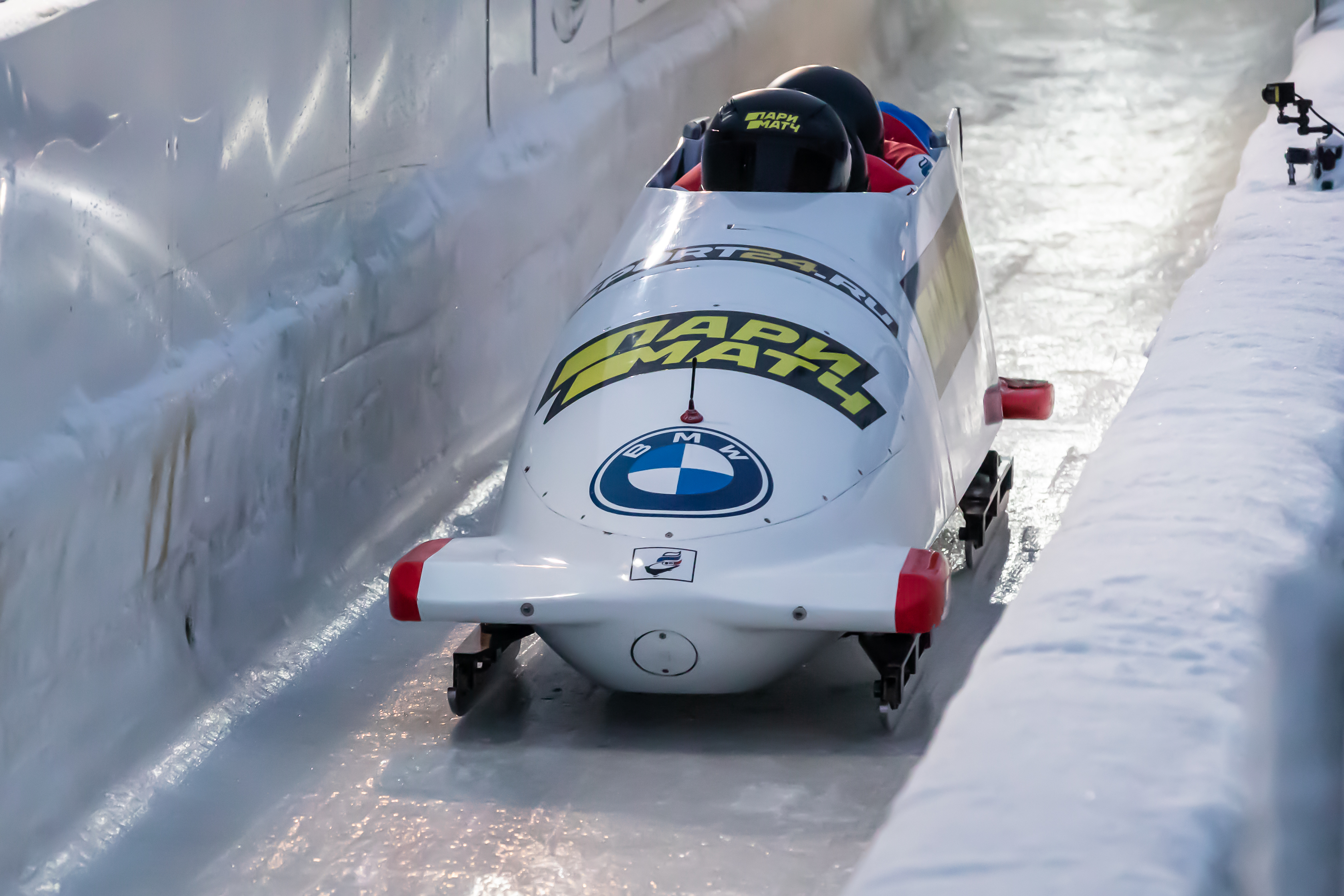
Andrianov alla guida del bob a quattro ai campionati mondiali di Altenberg 2021

Prese inoltre parte a cinque edizioni dei campionati mondiali; nel dettaglio i suoi risultati nelle rassegne iridate sono stati, nel bob a due: tredicesimo a Winterberg 2015, ventitreesimo a Schönau am Königssee 2017 e decimo a Whistler 2019; nel bob a quattro: ottavo a Schönau am Königssee 2017, quarto a Whistler 2019, dodicesimo ad Altenberg 2020 e quattordicesimo ad Altenberg 2021; nella gara a squadre: ottavo a Whistler 2019.
Agli europei ha invece totalizzato quali migliori risultati il quarto posto in entrambe le discipline, ottenuti a Sankt Moritz 2016 nel bob a due e a Schönau am Königssee 2019 nel bob a quattro.

## Palmarès

### Bob

#### Mondiali juniores
- 1 medaglia:
  - 1 argento (bob a quattro a Winterberg 2014).

#### Coppa del Mondo
- Miglior piazzamento in classifica generale nel bob a due: 7º nel 2018/19;
- Miglior piazzamento in classifica generale nel bob a quattro: 5º nel 2018/19;
- Miglior piazzamento in classifica generale nella combinata maschile: 5º nel 2018/19;
- 1 podio (nel bob a quattro):
  - 1 terzo posto.

#### Coppa Europa
- Miglior piazzamento in classifica generale nel bob a due: 2º nel 2015/16;
- Miglior piazzamento classifica generale nel bob a quattro: 3º nel 2020/21;
- Miglior piazzamento classifica generale nella combinata maschile: 3º nel 2015/16 e nel 2020/21;
- 7 podi (5 nel bob a due, 2 nel bob a quattro):
  - 1 vittoria;
  - 5 secondi posti;
  - 1 terzo posto.

#### Coppa Nordamericana
- Miglior piazzamento in classifica generale nel bob a due: 26º nel 2016/17;
- Miglior piazzamento classifica generale nel bob a quattro: 12º nel 2016/17;
- Miglior piazzamento classifica generale nella combinata maschile: 16º nel 2016/17;
- 3 podi (1 nel bob a due, 2 nel bob a quattro):
  - 2 secondi posti (1 nel bob a due, 1 nel bob a quattro);
  - 1 terzo posto (nel bob a due).

### Slittino

#### Coppa del Mondo
- Miglior piazzamento in classifica generale nel singolo: 35º nel 2007/08 e nel 2008/09.